# Pandanus burmanicus
Pandanus burmanicus är en enhjärtbladig växtart som beskrevs av Benjamin Clemens Masterman Stone. Pandanus burmanicus ingår i släktet Pandanus och familjen Pandanaceae.
Artens utbredningsområde är Burma. Inga underarter finns listade.